# Джо Діпента
Джо Діпента (англ. Joe DiPenta, нар. 25 лютого 1979, Беррі) — канадський хокеїст, що грав на позиції захисника.
Володар Кубка Стенлі. 

## Ігрова кар'єра
Хокейну кар'єру розпочав 1997 року виступами за хокейну команду Бостонського університету.
1998 року був обраний на драфті НХЛ під 61-м загальним номером командою «Флорида Пантерс». 
Протягом професійної клубної ігрової кар'єри, захищав кольори команд «Галіфакс Мусгедс» (ГЮХЛК), «Філадельфія Фентомс», «Чикаго Вулвс».
У сезоні 2002–03 дебютував у складі клубу НХЛ «Атланта Трешерс». Відігравши локаут за «Манітоба Мус» Джо перейшов до «Анагайм Дакс», де у 2007 здобув Кубок Стенлі.
Влітку 2008 Діпента уклав однорічну угоду з шведською командою «Вестра Фрелунда».
11 липня 2009 Джо спробував повернутись в НХЛ уклавши однорічний контракт з «Баффало Сейбрс» але два сезони відіграв за команди АХЛ «Портленд Пайретс» та «Сірак'юс Кранч» після чого завершив ігрову кар'єру.
Загалом провів 206 матчів у НХЛ, включаючи 32 гри плей-оф Кубка Стенлі.

## Нагороди та досягнення
- Володар Кубка Колдера у складі «Чикаго Вулвс» — 2002.
- Володар Кубка Стенлі у складі «Анагайм Дакс» — 2007.

## Статистика
| Сезон        | Клуб                    | Ліга         | Регулярний сезон | Регулярний сезон | Регулярний сезон | Регулярний сезон | Регулярний сезон | Плей-оф | Плей-оф | Плей-оф | Плей-оф | Плей-оф |
| Сезон        | Клуб                    | Ліга         | І                | Г                | П                | О                | ШХ               | І       | Г       | П       | О       | ШХ      |
| ------------ | ----------------------- | ------------ | ---------------- | ---------------- | ---------------- | ---------------- | ---------------- | ------- | ------- | ------- | ------- | ------- |
| 1997–98      | Бостонський університет | НКАА         | 38               | 2                | 16               | 18               | 50               | —       | —       | —       | —       | —       |
| 1998–99      | Бостонський університет | НКАА         | 36               | 2                | 15               | 17               | 72               | —       | —       | —       | —       | —       |
| 1999–00      | «Галіфакс Мусгедс»      | ГЮХЛК        | 63               | 13               | 43               | 56               | 83               | 10      | 3       | 4       | 7       | 26      |
| 2000–01      | «Філадельфія Фентомс»   | АХЛ          | 71               | 3                | 5                | 8                | 65               | 10      | 1       | 2       | 3       | 15      |
| 2001–02      | «Філадельфія Фентомс»   | АХЛ          | 61               | 2                | 4                | 6                | 71               | —       | —       | —       | —       | —       |
| 2001–02      | «Чикаго Вулвс»          | АХЛ          | 15               | 0                | 2                | 2                | 15               | 25      | 1       | 3       | 4       | 22      |
| 2002–03      | «Чикаго Вулвс»          | АХЛ          | 76               | 2                | 17               | 19               | 107              | 9       | 0       | 1       | 1       | 7       |
| 2002–03      | «Атланта Трешерс»       | НХЛ          | 3                | 1                | 1                | 2                | 0                | —       | —       | —       | —       | —       |
| 2003–04      | «Чикаго Вулвс»          | АХЛ          | 73               | 0                | 6                | 6                | 105              | 10      | 1       | 0       | 1       | 13      |
| 2004–05      | «Манітоба Мус»          | АХЛ          | 73               | 2                | 10               | 12               | 48               | 14      | 0       | 5       | 5       | 2       |
| 2005–06      | «Анагайм Дакс»          | НХЛ          | 72               | 2                | 6                | 8                | 46               | 16      | 0       | 0       | 0       | 13      |
| 2006–07      | «Анагайм Дакс»          | НХЛ          | 76               | 2                | 6                | 8                | 48               | 16      | 0       | 0       | 0       | 4       |
| 2007–08      | «Анагайм Дакс»          | НХЛ          | 23               | 1                | 4                | 5                | 16               | —       | —       | —       | —       | —       |
| 2008–09      | «Вестра Фрелунда»       | Елітсерія    | 47               | 1                | 5                | 6                | 71               | 11      | 0       | 1       | 1       | 12      |
| 2009–10      | «Портленд Пайретс»      | АХЛ          | 65               | 2                | 5                | 7                | 83               | 4       | 0       | 0       | 0       | 4       |
| 2010–11      | «Сірак'юс Кранч»        | АХЛ          | 70               | 1                | 3                | 4                | 62               | —       | —       | —       | —       | —       |
| Усього в НХЛ | Усього в НХЛ            | Усього в НХЛ | 174              | 6                | 17               | 23               | 110              | 32      | 0       | 0       | 0       | 17      |